# 帕彭多夫 (前波美拉尼亚-格赖夫斯瓦尔德县)
帕彭多夫（德語：Papendorf）是德国梅克伦堡-前波美拉尼亚州的一个市镇，隶属于前波美拉尼亚-格赖夫斯瓦尔德县。总面积为10.47平方千米，截至2020年总人口为215人。